# 1989 TS2
1989 TS2 är en trojansk asteroid i Jupiters lagrangepunkt L5. Den upptäcktes 3 oktober 1989 av den amerikanska astronomen Schelte J. Bus vid Cerro Tololo.
Asteroiden har en diameter på ungefär 27 kilometer.